# Jehangoo Amin
Jehangoo Amin (1917 — data de morte desconhecido) foi um ciclista olímpico indiano. Amin representou sua nação nos Jogos Olímpicos de Verão de 1948, em Londres, no evento perseguição por equipes.